# Hoz del cerebelo
La hoz del cerebelo (falx cerebelli en latín) es un pequeño pliegue en forma de hoz de la duramadre que se proyecta hacia delante en la escotadura cerebelosa posterior, así como en la vallécula del cerebelo entre los dos hemisferios cerebelosos.
El nombre procede de dos palabras latinas: falx, que significa "hoja curva o guadaña", y cerebellum, que significa "pequeño cerebro".

## Anatomía
La hoz del cerebro es un pequeño pliegue de la línea media de la duramadre que se proyecta hacia delante desde el cráneo y en el espacio entre los hemisferios cerebelosos. Generalmente mide entre 2,8 y 4,5 cm de longitud y aproximadamente 1-2 mm de grosor.

### Anexos
Superiormente, (con su base dirigida hacia arriba) se une en la línea media a la porción posterior de la superficie inferior del tentorio cerebeloso.
Posteriormente, se une a la cresta occipital interna; el extremo inferior de su unión posterior se divide frecuentemente en dos pequeños pliegues que terminan a ambos lados del foramen magnum.

### Relaciones anatómicas
El seno occipital está contenido en la extremidad posterior del falx cerebelli, donde se une a la cresta occipital interna.

### Variación anatómica
En su porción inferior, el falx cerebelli disminuye muy rápidamente de altura y, a medida que desciende, puede dividirse en dos pliegues más pequeños o miembros divergentes, que se pierden a los lados del foramen magnum. Otras variaciones como la duplicación, triplicación, ausencia, y fenestración son mucho menos frecuentes. Como los senos venosos durales son concurrentes con el desarrollo de los pliegues durales, la duplicación del falx cerebelli suele asociarse con la duplicación del seno occipital. El conocimiento de estas variaciones es importante para prevenir lesiones iatrogénicas en esta región.